# Vysokorychlostní trať Šanghaj – Chang-čou
Vysokorychlostní trať Šang-haj – Chang-čou (čínsky v českém přepisu chu-chang kao-su tchie-lu, pchin-jinem Hùháng gāosù tiělù, znaky zjednodušené 沪杭高速铁路), také známá jako Zvláštní osobní trať Chu-chang (čínsky v českém přepisu Chu-chang kche-jün čuan-sien, pchin-jinem Hùháng kèyùn zhuānxiàn, znaky zjednodušené 沪杭客运专线) je dvoukolejná elektrifikovaná vysokorychlostní trať v Číně mezi Šanghají a Chang-čou, hlavním městem provincie Če-ťiang. Trať byla uvedena do provozu 26. října 2010, její výstavba trvala 20 měsíců.
Trať je součástí vysokorychlostní trati Šanghaj – Kchun-ming a pobřežního koridoru.

## Stanice
| Název stanice                 | Kilometráž | Provincie | Prefektura | Přestup na metro                   |
| ----------------------------- | ---------- | --------- | ---------- | ---------------------------------- |
| Šanghaj Chung-čchiao 上海虹桥 | 0          | Šanghaj   | Šanghaj    | Metro v Šanghaji (linka 2, 10, 17) |
| Sung-ťiang jih 松江南         | 31         | Šanghaj   | Šanghaj    | Metro v Šanghaji (linka 9)         |
| Ťin-šan sever 金山北          | 48         | Šanghaj   | Šanghaj    |                                    |
| Ťia-šan jih 嘉善南            | 67         | Če-ťiang  | Ťia-sing   |                                    |
| Ťia-sing jih 嘉兴南           | 84         | Če-ťiang  | Ťia-sing   |                                    |
| Tchung-siang 桐乡             | 112        | Če-ťiang  | Ťia-sing   |                                    |
| Chaj-ning západ 海宁西        | 133        | Če-ťiang  | Ťia-sing   |                                    |
| Lin-pching jih 临平南         | 144        | Če-ťiang  | Chang-čou  | 9                                  |
| Chang-čou východ 杭州东       | 159        | Če-ťiang  | Chang-čou  | 1 4 6                              |
| Chang-čou 杭州                | 169        | Če-ťiang  | Chang-čou  | 1 5                                |